# Apatochernes
Apatochernes es un género de pseudoescorpiones de la familia Chernetidae. La siguiente es una lista de especies que corresponden a este género:
- Apatochernes antarcticus
  - Apatochernes antarcticus antarcticus
  - Apatochernes antarcticus knoxi
  - Apatochernes antarcticus pterodromae
- Apatochernes chathamensis
- Apatochernes cheliferoides
- Apatochernes cruciatus
- Apatochernes curtulus
- Apatochernes gallinaceus
- Apatochernes insolitus
- Apatochernes kuscheli
- Apatochernes maoricus
- Apatochernes nestoris
- Apatochernes obrieni
- Apatochernes posticus
- Apatochernes proximus
- Apatochernes solitarius
- Apatochernes turbotti
- Apatochernes vastus
- Apatochernes wisei